# Dupuya madagascariensis
Dupuya madagascariensis là một loài thực vật có hoa trong họ Đậu. Loài này được (R. Vig.) J.H. Kirkbr. mô tả khoa học đầu tiên năm 2005.